# 豊肥本線高速鉄道保有

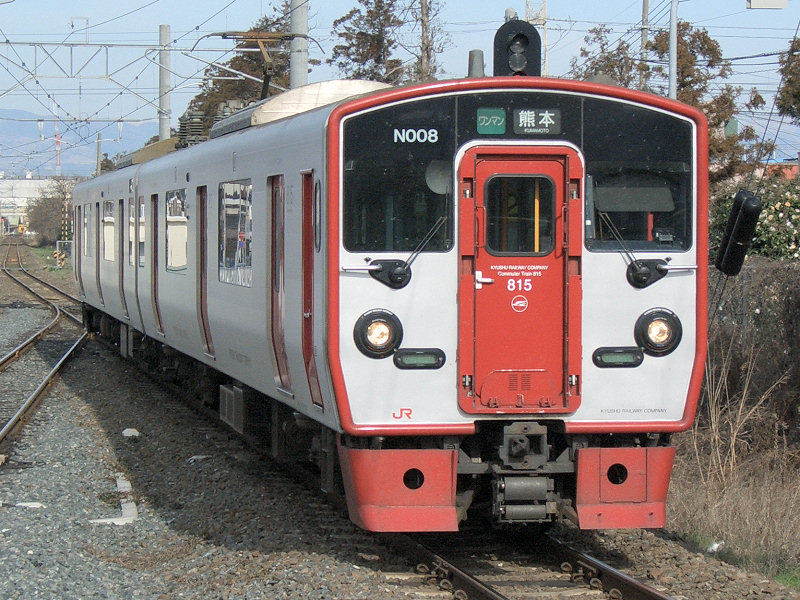
当社が保有していた815系・N008編成

豊肥本線高速鉄道保有株式会社（ほうひほんせんこうそくてつどうほゆう）は、熊本県熊本市西区に本社を置く第三セクター企業（株式会社）である。
九州旅客鉄道（JR九州）と、豊肥本線熊本 - 肥後大津間の沿線自治体との共同出資により設立された。

## 設立の目的
熊本都市圏は、都市機能の中心部への一極集中や、自動車の増加により、交通混雑や公共交通機関の走行環境が悪化しつつあった。この改善策として、豊肥本線の輸送力強化が必要とされた。
この改善策として、豊肥本線の電化及び行き違い設備の設置を行うことになり、その推進母体として、JR九州と沿線自治体（熊本県、熊本市、菊池郡菊陽町及び菊池郡大津町）により設立されたのが当社である。

## 事業内容
JR九州と、以下の業務契約を締結している。
1. 鉄道施設の改良工事及び施設の貸付（ただし、第三種鉄道事業者ではない）
2. 鉄道車両の貸付（815系電車のN007 - N010編成は当初、当社の所有であり、車籍銘板も当社のものであった）
3. 上記に付帯関連する一切の事業

なお、貸付していた815系電車4編成8両については、2015年度にJR九州へ売却された。